# Arbejde - Potential - Spændingsforskel
|  | Denne artikel er oprettet af botten Steenthbot ud fra en ekstern database. Den kan derfor have sproglige fejl eller mangler. Denne skabelon kan fjernes efter kontrol af indholdet. |

Arbejde - Potential - Spændingsforskel er en dansk dokumentarfilm fra 1978 instrueret af Jørgen Müller og efter manuskript af Ole Nielsen og Nils Hornstrup.

## Handling
Formålet med filmen er at give eleverne støtte til forståelse af begreberne arbejde, potential og spændingsforskel. I filmen vises på konkrete, tegnede elektriske felter det arbejde, der udføres, når en ladning bevæges fra et punkt til et andet.